# Myxozoa
Myxozoa er en gruppe af mikroskopiske en-cellede parasitter.

## Klassifikation
- Myxozoa
  - Klasse: Malacosporea
    - Orden: Malacovalvulida
      - Familie: Saccosporidae
        - Slægt: Buddenbrockia
          - Buddenbrockia plumatellae

        - Slægt: Tetracapsuloides
          - Tetracapsuloides bryosalmonae, en kendt lakseparasit.

  - Klasse: Myxosporea
    - Orden: Bivalvulida
      - Underorden: Variisporina (10 familier)
      - Underorden: Platysporina
        - Familie: Myxobolidae (13 slægter)

      - Underorden: Sphaeromyxina
        - Familie: Sphaeromyxidae (1 slægt)

    - Orden: Multivalvulida
      - Familie: Trilosporidae (2 slægter)
      - Familie: Tetractinomyxidae (1 slægt)
      - Familie: Kudoidae (1 slægt)